# Königstein im Taunus
Pour les articles homonymes, voir Königstein et Taunus (homonymie).
Königstein im Taunus est une ville dans les montagnes du Taunus, située 20 km au nord-ouest de Francfort-sur-le-Main en Hesse (Allemagne).
Königstein, avec son château fort Königstein, était contrôlé de 1581 à 1803 par l'électorat de Mayence. Les vestiges du château féodal reposent sur d'imposants soubassements : bastions arrondis du XVIe siècle et saillants à la Vauban du XVIIe siècle.
La ville est réputée pour son climat et dénommée un "spa climatique".

## Histoire
| Appartenances historiques Seigneurie de Königstein 1374-1505 Comté de Königstein 1505-1581 Électorat de Mayence 1581-1803 Nassau-Usingen 1803-1806 Duché de Nassau 1806-1866 Royaume de Prusse (Province de Hesse-Nassau) 1866-1918 République de Weimar 1918-1933 Reich allemand 1933-1945 Allemagne occupée 1945-1949 Allemagne 1949-présent |

## Activités associatives, culturelles, festives et sportives
La Fanfarencorps Königstein est une fanfare réputée assurant ses prestations aussi hors d'Allemagne, comme à Compiègne le 1er mai 2011, pour la Fête du Muguet.

## Monuments remarquables
- Villa Rothschild

## Jumelages et partenariats
- Le Cannet-Rocheville (France)
- Le Mêle-sur-Sarthe (France)
- Königstein (Sächsische Schweiz) (Allemagne)
- Kórnik (Pologne)